# Barranco de las Cinco Villas
El Barranco de las Cinco Villas es una Comarca natural, constituida oficialmente como Mancomunidad, perteneciente al Valle del Tiétar o Comarca de Arenas de San Pedro, enclavada al sur de la Provincia de Ávila y al sur de la Sierra de Gredos. El conjunto esta declarado, Paisaje Pintoresco con la condición de Bien de Interés Cultural desde 1975. 

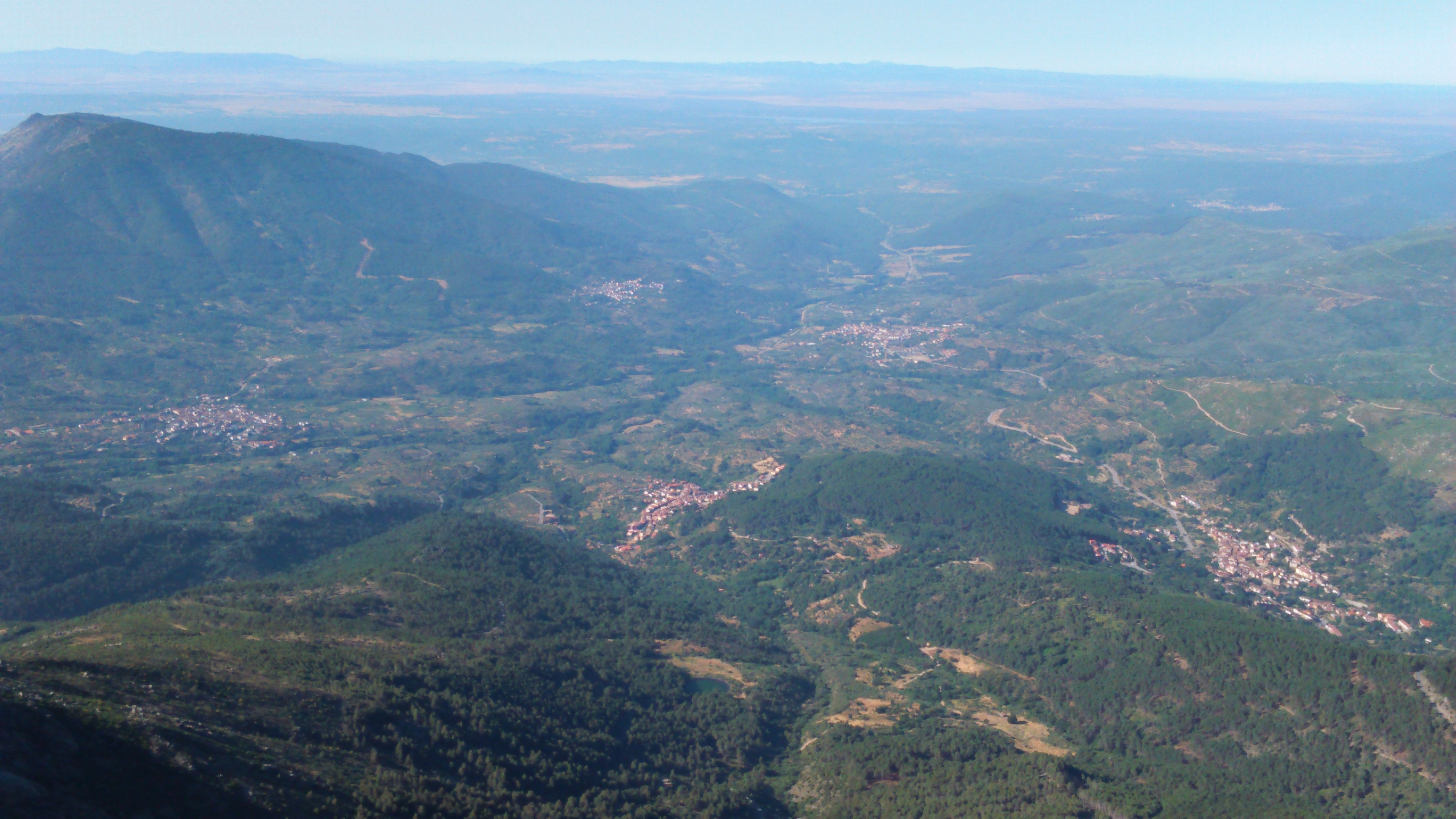
Vista del Barranco de Las Cinco Villas

## Población
Está formada por 5 municipios, San Esteban del Valle, Cuevas del Valle, Villarejo del Valle, Santa Cruz del Valle y su capital, Mombeltrán al cual pertenece la localidad de La Higuera.
| Municipio             | Población | Superficie | Altitud |
| --------------------- | --------- | ---------- | ------- |
| Mombeltrán            | 1111      | 49,92      | 635     |
| San Esteban del Valle | 791       | 39,35      | 806     |
| Cuevas del Valle      | 507       | 19,40      | 842     |
| Villarejo del Valle   | 391       | 41,60      | 822     |
| Santa Cruz del Valle  | 379       | 29,62      | 724     |
| La Higuera            | 88        | 49,92      | 420     |

- Datos: Q28662772
- Multimedia: Barranco de las Cinco Villas / Q28662772